# Ana Gracia
Ana Gracia Soler (Tamarit de Llitera, Llitera, 19 de febrer de 1959), és una actriu espanyola.
Compta amb una extensa trajectòria professional en tots els àmbits interpretatius: teatre, cinema, televisió, etc. No obstant això, la popularitat li ha vingut més de la mà de la televisió gràcies a les seves intervencions en sèries com Compañeros o Motivos personales. Ana Gracia ha treballat en cinema amb directors de la talla de Pilar Miró, Julio Medem o Cesc Gay. També és professora de l'escola Juan Carlos Corazza.

## Filmografia

### Cinema

#### Pel·lícules
- Cuerpo a cuerpo (1982), de Paulino Viota.
- Adolescencia (1982), de Germán Lorente.
- Tac-tac (1982), de Luis Alcoriza.
- Le llamaban J.R. (1982), de Francisco Lara Polop.
- Delirium (1983), de Luis Albors i Antonio Navarro.
- J.R. contraataca (1983), de Francisco Lara Polop.
- Muñecas de trapo (1984), de Jordi Grau.
- La vaquilla (1985), de Luis García Berlanga.
- La reina del mate (1985), de Fermín Cabal.
- Réquiem por un campesino español (1985), de Francesc Betriu.
- El pecador impecable (1987), d'Augusto Martínez Torres.
- Tu novia está loca (1988), d'Enrique Urbizu.
- Collar de sangre (1991)
- Silencio mortal (1991), de Jorge Alberto Cano Jr.
- Operación Tijuana (1991), de Kelly Dios.
- Seducción sangrienta (1992), d'Aldo Monti.
- La ardilla roja (1993), de Julio Médem.
- El pájaro de la felicidad (1993), de Pilar Miró.
- Todos los hombres sois iguales (1994), de Manuel Gómez Pereira.
- La niña de tus sueños (1995), de Jesús R. Delgado.
- A tiro limpio (1996), de Jesús Mora.
- El invierno de las anjanas (2000), de Pedro Telechea.
- Krámpack (2000), de Cesc Gay.
- Menos es más (2000), de Pascal Jongen.
- Otra ciudad (2002) (TV), de César Martínez Herrada.
- Viento del pueblo: Miguel Hernández (2002) (televisió), de José Ramón Larraz.
- Bestiario (2002), de Vicente Pérez Herrero.
- Imagining Argentina (2003), de Christopher Hampton.
- La madre de mi marido (2004) (televisió), de Francesc Betriu.
- Arena en los bolsillos (2006), de César Martínez Herrada.
- Cabeza de perro (2006), de Santi Amodeo.
- Vidas pequeñas (2008), d'Enrique Gabriel.
- Camino (2008), de Javier Fesser.

#### Curtmetratges
- Detrás de cada día (1980), de Carlos Taillefer.
- Desaliñada (2001), de Gustavo Salmerón.
- Uno más, uno menos (2002), d'Antonio Naharro i Álvaro Pastor.
- Demonios de corta vista (2004), de Javier Kuhn.
- Alba (2005), de Nacho Rubio.
- Corrientes circulares (2005), de Mikel Alvariño.

### Televisió

#### Personatges fixos
- El jardín de Venus (1983-1984). TVE.
- Página de sucesos (1985-1986). TVE. Com María Luisa.
- Gatos en el tejado (1988). TVE.
- Hasta luego cocodrilo (1992). TVE.
- Mar de dudas (1994) (TVE). Com Elena.
- El destino en sus manos (1995). TVE.
- Compañeros (1998-2000). Antena 3. Com Diana.
- Motivos personales (2005). Telecinco. Com Berta Pedraza.
- C.L.A. No somos ángeles (2007). Antena 3. Com Alicia Garzón.
- 90-60-90, diario secreto de una adolescente (2009). Antena 3. Com Raquel Serrano.
- Tormenta (2013). Miniserie. Antena 3. Com Marcela.
- La embajada (2016). Antena 3. Como Elena Ferrán.
- La zona (2017). Movistar+. Com advocada de Zoe
- Vergüenza (2019). Movistar+. Com Esperanza

#### Personatges episòdics
- Teatro estudio Capítol: "Pepa Doncel" (1981) (TVE).
- Escrito para TV Capítol: "Querido insensato" (1984) (TVE).
- La comedia dramática española (1986). TVE.
- Delirios de amor Capítol: "El escritor de escritores" (1989). TVE.
- Primera función (1989). TVE.
- Raquel busca su sitio Capítol: "El país de los sueños" (2000). TVE.
- Paraíso Capítol: "Secretos" (2000). TVE. Como Pilar
- El comisario Capítol: "Lazos familiares" (2001) (Telecinco).
- Hospital Central Capítol: "Estrellas fugaces" (2006) (Telecinco). Como Maite
- Cuenta atrás Capítol: "Finca Secret Valley, 23:15 horas" (2007) (Cuatro). Com Madre de Dani
- Aída Capítol: "La que se adivina" (2008) (Telecinco). Com Caye (Cayetana)
- Los misterios de Laura Capítol: "El misterio del hombre que nunca existió" (2011) (La 1). Com Leticia Villar.

### Teatre
- Las mujeres sabias (1984), de Molière.
- Por los pelos, dirigida per Pere Planella.
- Así que pasen cinco años, de Federico García Lorca, dirigida per Miguel Narros.
- Edmond, David Mamet dirigida per María Ruiz.
- El caballero de Olmedo, de Lope de Vega dirigida per Miguel Narros.
- Don Juan último, dirigida per Bob Wilson.
- El mercader de Venècia, de Shakespeare dirigida per José Carlos Plaza.
- La doble inconstancia, de Marivaux dirigida per Miguel Narros.
- Mucho ruido y pocas nueces, de Shakespeare, dirigida per Juan Carlos Corazza.
- Mujeres al vapor, dirigida per Consuelo Trujillo.
- Familia, de F. León dirigida per Carles Sans.
- Una habitación luminosa llamada día, de Kushner dirigida per Gerry Mulgrew.
- Gatas dirigida per Manuel G.
- Casa de muñecas, d'Ibsen dirigida per Amelia Ochandiano
- Comedia y sueño, de Federico García Lorca dirigida per Juan Carlos Corazza
- Comedia y sueño, la mentira más hermosa, de Federico García Lorca i Shakespeare dirigida per Juan Carlos Corazza
- Hambre, locura y genio, de Strindberg dirigida per Juan Carlos Corazza
- De corazón y alma, adaptació teatral sobre texts d'Elana Fortún i Carmen Laforet dirigida per Rosa Morales